# لي دان (لاعبة رماية)
لي دان (بالصينية: 李丹) هي لاعبة رماية صينية، ولدت في 1962.

## وصلات خارجية
- لي دان على موقع الاتحاد الدولي (الإنجليزية)
- لي دان على موقع اللجنة الأولمبية الدولية (الإنجليزية)
- لي دان على موقع أوليمبيديا (الإنجليزية)